# Cafe X
Cafe X er en norsk krimifilm fra 1928.
Filmen er instrueret af Walter Fyrst, som også skrev manuskriptet og ledede produktionen gennem sit selskab Fürst-film.
Filmen fortæller om hvordan journalisten Karl Kraft opklarer en sag med storstilet våpen- og ammunitions smugling i Oslo. Undervejs i efterforskningen træffer han servitricen Lilly, som er involvert i affæren. Kraft får Lilly på bedre tanker, og efter at smuglerbanden er afsløret ender de to  som et par.
En længere slagsmålscene blev blev klippet væk fra filmen filmen.

## Medvirkende
- Tove Tellback - Lilly
- Bengt Djurberg - Karl Kraft, journalist
- Ellen Isefiær - Journalist på Dagsavisen
- Harald Steen - Pålsen, cafevært
- Egil Hjorth-Jenssen - Enok Sørensen, tjener
- Nicolai Johannsen - Slagteren, smuglerkaptajn
- Kaare Bertrand
- Signe Heide Steen - Fru Hansen
- Hans Erichsen - Harmonikaspiller
- Reidar Roy - En smugler